# Hi-5: Some Kind of Wonderful
Hi-5: Some Kind of Wonderful (o Hi-5: Todos Maravillosos son, provisionalmente en español) es la primera película de la serie de televisión australiana Hi-5, transmitido anteriormente en el canal Discovery Kids. Esta película fue producida después de un año de la interrupción de la serie producida por Southern Star, antes de la nueva versión denomindada Hi-5 House, producida por Asiasons Capital Group que es responsable de esta película. Debutó entre el 23 de marzo a 28 de abril de 2013 en las taquillas australianas y neo-zelandenses. Meses más tarde en los países asiáticos.

## Promos y Participaciones
Con la gran popularidad de la franquicia, Lim (portavoz del Grupo Asiasons) explicó que había decidido tomar un enfoque práctico para la gestión de la marca, hasta el punto de hacer una película por primera vez en 14 años. En 25 de febrero de 2013, se emitió en todos los medios de comunicación el tráiler de la primera película. En el cartel de la película, los dos parecen permanecidos (Stevie y Lauren), con nuevos trajes con las siluetas de los tres personajes animados de Hi-5. Algún tiempo después, el nuevo cartel fue puesto en libertad con la generación ya formada (Ryan, Ainsley y Tai). Y el sitio web oficial de la serie, se ha modificado con imágenes actualizadas de esta generación. por lo menos hasta principios de agosto, cuando se empieza a revelar la nueva temporada de Hi-5. Han participado en algunos programas de televisión en algunos países en los que se muestra la película, cantando la canción del mismo nombre de la película.

## La Película
En esta película, están presentes los miembros Stevie Nicholson y Lauren Brant. Ellos son los anfitriones de un concurso para elegir a dos nuevos miembros que la componen con Dayen Zheng (la quien entró en Hi-5 a principios de 2012). Este concurso cuenta con una selección de 50 personas en tres sitios en Australia. Contiene un testimonio de los miembros del jurado del concurso, entre ellos, los miembros de la última generación: Tim Maddren, Fely Irvine y Casey Burgess. En la etapa final, los finalistas seleccionados cantan y bailan junto con Stevie, Lauren y Dayen. La película fue producida a partir de diciembre de 2012 a enero de 2013, cuando Tim y Casey anunciaron su despedida de los escenarios. Los dos nuevos miembros llamados Ainsley Melham y Mary Lascaris, fueron anunciados el 24 de enero en Westpoint Shopping, ubicado en Melbourne, ciudad natal de Stevie.

## Doblaje
La película fue doblada en 2013, fue emitida por Discovery Kids, la fecha de estreno en Australia fue el 23 de marzo, pero está confirmada debido a que la actriz de doblaje de Lauren Brant (que interpretó a Lauren por 4 temporadas, 11, 12, 13 y 14, perteneciente a Hi-5 House, Después de que se haya realizado la película) dio una respuesta acertiva, diciendo que sí la había doblado, hay pocos que presenciaron el doblaje. El descubrimiento fue por testigos del doblaje.